# 佐藤ちひろ
佐藤 ちひろ（さとう ちひろ、1998年1月5日 - ）は、テレビ朝日のアナウンサー。

## 来歴
福島県いわき市生まれ、南相馬市出身。
福島市立杉妻小学校、南相馬市立石神中学校、福島県立原町高等学校、早稲田大学商学部卒業。
2020年4月1日にテレビ朝日入社。

## 人物
- 実父は福島県警の元警察官。
- アナウンサーを志した契機としては中学1年生の時に起きた東日本大震災（2011年3月11日）が影響している[3][7]。
- 大学時代には『Waseda Collection 2018』にてモデルを務めた経験がある[3]。
- 2018年度にミス・ユニバースジャパン福島大会の出場経験がある[8][9]。

## 出演

### テレビ
報道・情報番組
| 期間           | 期間           | 番組名                                        | 役職                                                       |
| -------------- | -------------- | --------------------------------------------- | ---------------------------------------------------------- |
| 2020年4月5日   | 2020年9月27日  | サンデーステーション                          | 天気予報担当                                               |
| 2020年12月31日 | 2020年12月31日 | スーパーJチャンネル                           | 小松靖・林美沙希らの年末休暇に伴う代理キャスター           |
| 2021年4月2日   | 2021年9月24日  | BS/CS1654ニュース（BS朝日・テレ朝チャンネル） | 金曜日担当キャスター                                       |
| 2021年10月     | 現在           | バスケ☆FIVE〜日本バスケ応援宣言〜             | MC                                                         |
| 2023年4月3日   | 2024年9月27日  | 大下容子ワイド!スクランブル                   | 月～金曜日リポーター                                       |
| 2024年4月1日   | 2024年9月27日  | グッド!モーニング                             | 月〜金曜日ニュースリポート担当                             |
| 2024年9月30日  | 現在           | グッド!モーニング                             | 月曜日ニュースコーナー担当、火〜金曜日ニュースリポート担当 |
| 2024年9月30日  | 現在           | ANNニュース                                   | 月曜日ニュース担当                                         |

バラエティ・スポーツ関連番組・その他
- しあわせのたね。（2020年10月10日 - ）- ナレーター
- テレビでもパズドラ! 〜eスポーツ頂上決戦 パズドラ部門〜（2021年1月10日） - 進行
- 春菜ザキさんのタダの通販じゃねーよ!（2021年4月2日 - 2022年9月） - ナレーター（通パンくん）
- 路線バスで寄り道の旅（2021年6月6日） - リポーター
- 漂着者 第5話（2021年8月20日）、第6話（2021年9月3日）- 三上大樹と共にアナウンサー役で出演
- News Access（BS朝日、不定期）
- 発進!ミライクリエイター（2021年10月10日 - ） - ナレーター
- ロンドンハーツ 『男芸人スポーツテスト』&『奇跡の1枚』ゴールデン3時間SP（2021年12月14日） - 進行
- ぺこぱポジティブNEWS（2022年4月8日 - 2023年3月）
- ももクロちゃんと!（2022年4月 - 2023年3月）
- 2023年FIBAバスケットボール・ワールドカップ1次ラウンド（沖縄グループステージ）
  - テレビ朝日が制作する日本代表戦（沖縄アリーナ）の中継で、ハーフタイムなどの進行を担当。開幕の前に組まれていた日本代表の強化試合中継から担当していた。
- 研修テレビ!!（2023年10月12日 - 、不定期出演）

### ウェブテレビ
- ABEMA Prime（2020年4月15日 - 2021年3月31日、AbemaTV） - 進行キャスター（月・火・金曜担当）[10]
- ABEMA Morning（2021年10月8日 - 2022年4月1日、AbemaTV） - メインキャスター（金曜担当）
- アニメ クレヨンしんちゃん公式チャンネル （2025年3月13日 - 、YouTube） - 『カスハンおたからニュース』担当

### アニメ
- クレヨンしんちゃん - 佐藤アナ（2024年11月23日）[11]

### その他
- 美学生図鑑（WEB、2018年）[12]
- 一日警察署長 麻布警察署（2022年4月2日）[13]
- 一日警察署長 南相馬警察署（2023年12月1日）